# لعبة تقمص الأدوار كثيفة اللاعبين على الإنترنت

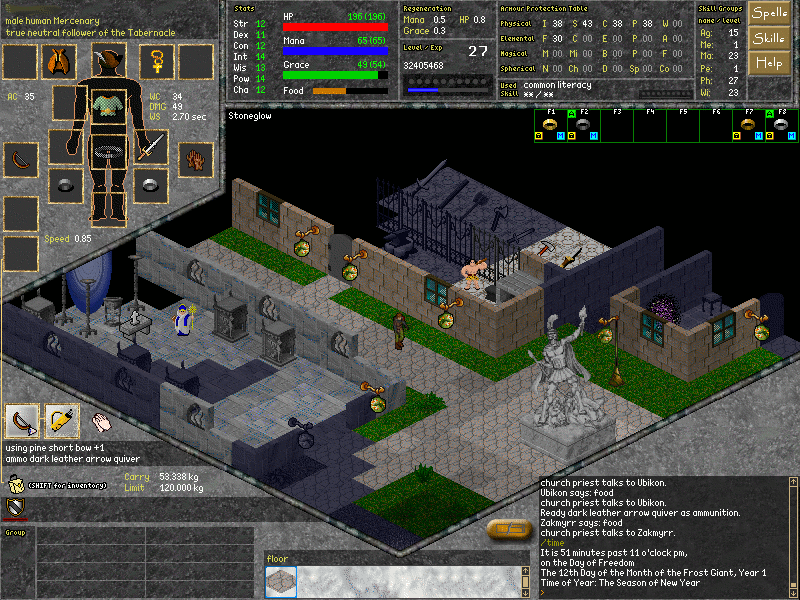

لعبة تقمّص الأدوار كثيفة اللاعبين على الإنترنت (بالإنجليزية: Massively Multiplayer Online Role-Playing Game واختصاراً MMORPG)‏ هي نوع من ألعاب تقمّص الأدوار حيث يجتمع فيها عدد هائل من اللاعبين ويتفاعلون فيما بينهم بداخل عالم اللعبة الافتراضي.
ككل ألعاب تقمّص الأدوار، يؤدي اللاعب دور شخصية افتراضية في عالم خيالي ويتحكم في الكثير من تصرفات هذه الشخصية، والفرق بين هذا النوع وألعاب تقمّص الأدوار العادية هو العدد الهائل من اللاعبين الذين يتشاركون نفس العالم، وأيضاً في كون أن عالم اللعبة الافتراضي ثابت الوجود ويبقى ويستمر تطوره حتى بعد أن يخرج اللاعب منه حيث أن مكونات هذا العالم تتم استضافتها في العادة بواسطة الشركة الناشرة للعبة بعيداً عن جهاز اللاعب.

## خلفيّة
تُعتبر لعبة تقمص الأدوار متعددة اللاعبين على الإنترنت هي لعبة فيديو تجمع بين جوانب لعبة فيديو لعب الأدوار ولعبة متعددة اللاعبين على الإنترنت. كما هو الحال في ألعاب تقمص الأدوار، يتولى اللاعب دور الشخصية (غالبًا في عالم خيالي أو عالم خيال علمي) ويتحكم في العديد من تصرفات تلك الشخصية. وتتميز ومنتديات من لاعب واحد أو صغيرة متعددة لاعب ار بي جي على الإنترنت من قبل عدد من اللاعبين قادرة على التفاعل معا، وقبل المباراة العالم مستمر (استضافت عادة من قبل اللعبة الناشر)، التي لا تزال موجودة وتتطور في حين أن اللاعب متواجد حاليا وبعيدا عن اللعبة.

## السمات المشتركة
على الرغم من أن ألعاب لعبة تقمص الأدوار كثيفة اللاعبين على الإنترنت الحديثة تختلف أحيانًا بشكل كبير عن سابقاتها، إلا أن العديد منها يشترك في نفس الخصائص الأساسية. يتضمن ذلك العديد من الميزات المشتركة: بيئة اللعبة المستمرة، وشكل من أشكال تقدم المستوى، والتفاعل الاجتماعي داخل اللعبة، والثقافة داخل اللعبة، وبنية النظام، والعضوية في مجموعة، وتخصيص الشخصية.

### ثيمات
تعتمد غالبية ألعاب لعبة تقمص الأدوار كثيفة اللاعبين على الإنترنت الشهيرة على موضوعات خيالية تقليدية، والتي تحدث غالبًا في عالم داخل اللعبة يمكن مقارنته بعالم سجون وتنانين. يستخدم البعض موضوعات هجينة إما تدمج عناصر الخيال أو تحل محلها مع عناصر الخيال العلمي أو السيف والشعوذة أو الخيال الجنائي. يستخلص آخرون موادًا موضوعية من الكتب المصورة الأمريكية، والتنجيم، وأنواع أخرى. غالبًا ما يتم تطوير هذه العناصر باستخدام مهام وسيناريوهات متشابهة تتضمن المهام والوحوش والنهب.

### التقدم
في جميع ألعاب لعبة تقمص الأدوار كثيفة اللاعبين على الإنترنت تقريبًا، يكون تطوير شخصية اللاعب هو الهدف الأساسي. تتميز جميع ألعاب لعبة تقمص الأدوار كثيفة اللاعبين على الإنترنت تقريبًا بنظام تقدم الشخصيات، حيث يربح اللاعبون نقاط خبرة لأفعالهم ويستخدمون تلك النقاط للوصول إلى «مستويات» الشخصية، مما يجعلهم أفضل في كل ما يفعلونه. تقليديا، القتال مع الوحوش وإكمال المهام لشخصيات من غير اللاعبين، سواء بمفردها أو في مجموعات، هي الطرق الأساسية لكسب نقاط الخبرة. يعد تراكم الثروة (بما في ذلك العناصر المفيدة للقتال) أيضًا وسيلة للتقدم في العديد من ألعاب لعبة تقمص الأدوار كثيفة اللاعبين على الإنترنت. من الأفضل تحقيق ذلك تقليديًا عن طريق القتال. الدورة التي تنتجها هذه الظروف، القتال الذي يؤدي إلى عناصر جديدة تسمح بمزيد من القتال دون تغيير في طريقة اللعب، يشار إليها أحيانًا بازدراء على أنها حلقة مفرغة، أو «طحن». تم إنشاء لعبة تقمص الأدوار باعتبارها محاكاة ساخرة لهذا الاتجاه. تدرب إيف أونلاين المهارات في الوقت الفعلي بدلاً من استخدام نقاط الخبرة كمقياس للتقدم. في بعض ألعاب لعبة تقمص الأدوار كثيفة اللاعبين على الإنترنت، لا يوجد حد لمستوى اللاعب، مما يسمح لتجربة الطحن بالاستمرار إلى أجل غير مسمى. غالبًا ما تمجد ألعاب لعبة تقمص الأدوار كثيفة اللاعبين على الإنترنت التي تستخدم هذا النموذج اللاعبين الأعلى مرتبة من خلال عرض صورهم الرمزية على موقع الويب الخاص باللعبة أو نشر إحصائياتهم على شاشة ذات درجة عالية. هناك ممارسة شائعة أخرى وهي فرض حد أقصى يمكن الوصول إليه لجميع اللاعبين، وغالبًا ما يشار إليه باسم الحد الأقصى للمستوى. بمجرد الوصول، يتغير تعريف تقدم اللاعب. بدلاً من منحه خبرة في المقام الأول لإكمال المهام والأبراج المحصنة، سيتم استبدال دافع اللاعب لمواصلة اللعب بجمع الأموال والمعدات. في كثير من الأحيان، يزيد النطاق الموسع من المعدات المتاحة في المستوى الأقصى من القيمة الجمالية للتمييز بين اللاعبين ذوي التصنيف العالي في اللعبة بين اللاعبين الأقل مرتبة. تُعرف هذه المجموعة من الأسلحة والدروع المدعومة، المعروفة بالعامية باسم معدات نهاية اللعبة، بميزة تنافسية لكل من مواجهات الرؤساء المكتوبة بالإضافة إلى قتال اللاعب مقابل اللاعب. يتم تغذية دافع اللاعب للتفوق على الآخرين من خلال الحصول على مثل هذه العناصر وهو عامل حاسم مهم في نجاحهم أو فشلهم في المواقف المتعلقة بالقتال.

### التفاعل الاجتماعي
تحتوي ألعاب لعبة تقمص الأدوار كثيفة اللاعبين على الإنترنت دائمًا على أدوات لتسهيل الاتصال بين اللاعبين. تقدم العديد من ألعاب لعبة تقمص الأدوار كثيفة اللاعبين على الإنترنت دعمًا للنقابات أو العشائر داخل اللعبة، على الرغم من أنها ستشكل عادةً ما إذا كانت اللعبة تدعمها أم لا. بالإضافة إلى ذلك، تتطلب معظم الألعاب من هذا النوع درجة معينة من العمل الجماعي في أجزاء من اللعبة. تتطلب هذه المهام عادةً أن يقوم اللاعبون بأدوار في المجموعة، مثل حماية اللاعبين الآخرين من الضرر (يسمى الدبابات) أو «معالجة» الضرر الذي يلحق باللاعبين الآخرين أو إلحاق الضرر بالأعداء. تحتوي ألعاب لعبة تقمص الأدوار كثيفة اللاعبين على الإنترنت عمومًا على مشرفين للعبة أو سادة ألعاب (يشار إليهم كثيرًا باسم GMs أو "mods")، والذين قد يكونون موظفين بأجر أو متطوعين بدون أجر يحاولون الإشراف على العالم. قد يكون لدى بعض هذه الألعاب وصول إضافي إلى الميزات والمعلومات المتعلقة باللعبة والتي لا تتوفر للاعبين والأدوار الأخرى. غالبًا ما تكون العلاقات التي يتم تكوينها في ألعاب لعبة تقمص الأدوار كثيفة اللاعبين على الإنترنت شديدة مثل العلاقات التي يتم تكوينها بين الأصدقاء أو الشركاء الذين التقوا خارج اللعبة، وغالبًا ما تتضمن عناصر من التعاون والثقة بين اللاعبين.

### لعب الأدوار
توفر معظم ألعاب لعبة تقمص الأدوار كثيفة اللاعبين على الإنترنت أنواعًا مختلفة من الفئات التي يمكن للاعبين اختيارها. من بين هذه الفئات، يختار جزء صغير من اللاعبين لعب الأدوار في شخصياتهم، وهناك قواعد توفر الوظائف والمحتوى لمن يفعلون ذلك. توجد موارد المجتمع مثل المنتديات والأدلة لدعم أسلوب اللعب هذا. على سبيل المثال، إذا أراد اللاعب أن يلعب دورًا كاهنًا في عالم لعبة تقمص الأدوار كثيفة اللاعبين على الإنترنت الخاص به، فقد يشتري كوبًا من متجر ويتعلم المهارات الكهنوتية، والمضي قدمًا في التحدث والتصرف والتفاعل مع الآخرين كما تفعل شخصيتهم. قد يشمل هذا أو لا يشمل السعي وراء أهداف أخرى مثل الثروة أو الخبرة. قد تقوم النقابات أو المجموعات المماثلة التي تركز على لعب الأدوار بتطوير روايات موسعة ومعمقة باستخدام الإعداد والموارد المشابهة لتلك الموجودة في عالم اللعبة.

### الحضارة
بمرور الوقت، طور مجتمع لعبة تقمص الأدوار كثيفة اللاعبين على الإنترنت ثقافة فرعية لها عامية واستعارات خاصة بها، بالإضافة إلى قائمة غير مكتوبة من القواعد الاجتماعية والمحظورات. غالبًا ما يشتكي اللاعبون من «الطحن» (مصطلح عام لأي نشاط متكرر يستغرق وقتًا طويلاً في لعبة لعبة تقمص الأدوار كثيفة اللاعبين على الإنترنت)، أو يتحدثون عن «هواة». كما هو الحال مع جميع هذه الثقافات، توجد قواعد اجتماعية لأشياء مثل الدعوات للانضمام إلى حفلة مغامرات، والتقسيم الصحيح للكنوز، وكيف يتوقع من اللاعب أن يتصرف أثناء التجمع مع لاعبين آخرين.

### بنية النظام
يتم نشر معظم ألعاب لعبة تقمص الأدوار كثيفة اللاعبين على الإنترنت باستخدام بنية نظام العميل والخادم. يُنشئ برنامج الخادم مثيلًا ثابتًا للعالم الافتراضي يعمل بشكل مستمر، ويتصل به اللاعبون عبر برنامج عميل. قد يوفر برنامج العميل إمكانية الوصول إلى عالم اللعب بأكمله، أو قد يلزم شراء المزيد من «التوسعات» للسماح بالوصول إلى مناطق معينة من اللعبة. إيفركويست وغلد وورسو مثالان على الألعاب التي تستخدم مثل هذا التنسيق. يجب على اللاعبين عمومًا شراء برنامج العميل مقابل رسوم لمرة واحدة، على الرغم من الاتجاه المتزايد لألعاب لعبة تقمص الأدوار كثيفة اللاعبين على الإنترنت للعمل باستخدام عملاء «رفيعي المستوى» موجودون مسبقًا، مثل متصفح الويب. اعتمادًا على عدد اللاعبين وبنية النظام، يمكن تشغيل لعبة لعبة تقمص الأدوار كثيفة اللاعبين على الإنترنت على عدة خوادم منفصلة، يمثل كل منها عالماً مستقلاً، حيث لا يمكن للاعبين من أحد الخوادم التفاعل مع أولئك من خادم آخر؛ تعد لعبة عالم الطائرات مثالًا بارزًا، حيث يضم كل خادم منفصل عدة آلاف من اللاعبين. في العديد من ألعاب لعبة تقمص الأدوار كثيفة اللاعبين على الإنترنت، غالبًا ما يقتصر عدد اللاعبين في عالم واحد على حوالي بضعة آلاف، ولكن المثال الملحوظ على عكس ذلك هو إيف أونلاين، الذي يستوعب عدة مئات الآلاف من اللاعبين على نفس الخادم، مع أكثر من 60.000 لاعب يلعبون في وقت واحد (يونيو 2010 ) في أوقات معينة. تسمح بعض الألعاب للشخصيات بالظهور في أي عالم، ولكن ليس في وقت واحد (مثل سيل أونلاين: إيفولوشن أو كلوسيوم في دوفيس)؛ يقصر الآخرون كل شخصية على العالم الذي تم إنشاؤه فيه. جربت لعبة عالم الطائرات تفاعل «عبر العوالم» (أي عبر الخادم) في «ساحات القتال» بين لاعب مقابل لاعب، وذلك باستخدام مجموعات الخوادم أو «مجموعات القتال» لتنسيق اللاعبين الذين يتطلعون إلى المشاركة في محتوى منظم للاعب مقابل اللاعب مثل ساحات معارك وارسونغ جولش أو وادي التراك. بالإضافة إلى ذلك، قدم التصحيح 3.3، الذي تم إصداره في 8 ديسمبر 2009، نظام «البحث عن مجموعة» عبر المجال لمساعدة اللاعبين على تكوين مجموعات للمحتوى المُثبَّت (على الرغم من أنه ليس للبحث عن العالم المفتوح) من مجموعة من الشخصيات أكبر من خادمهم المنزلي يمكن أن توفر بالضرورة.

### نماذج الأعمال
تستخدم ألعاب لعبة تقمص الأدوار كثيفة اللاعبين على الإنترنت اليوم مجموعة واسعة من نماذج الأعمال، بدءًا من نماذج الأعمال المجانية، والمجانية مع المعاملات الدقيقة، والإعلان الممول، إلى أنواع مختلفة من خطط الدفع. تتطلب بعض ألعاب لعبة تقمص الأدوار كثيفة اللاعبين على الإنترنت الدفع أو اشتراكًا شهريًا للعب. بحكم التعريف، تكون الألعاب "متعددة اللاعبين على نطاق واسع " متاحة دائمًا عبر الإنترنت، ويتطلب معظمها نوعًا من الإيرادات المستمرة (مثل الاشتراكات الشهرية والإعلانات) لأغراض الصيانة والتطوير. تخلصت بعض الألعاب، مثل غلد وورس، من نموذج "الرسوم الشهرية" بالكامل، واستردت التكاليف مباشرةً من خلال مبيعات البرنامج وحزم التوسعة المرتبطة به. لا يزال البعض الآخر يتبنى نموذج الدفع المصغر حيث يكون المحتوى الأساسي مجانيًا، ولكن يتم منح اللاعبين خيار شراء محتوى إضافي، مثل المعدات أو العناصر الجمالية أو الحيوانات الأليفة. غالبًا ما نشأت الألعاب التي تستخدم هذا النموذج في كوريا، مثل فلايف ومابلستوري. يُطلق على نموذج العمل هذا بالتناوب اسم " الدفع مقابل الامتيازات " أو " فريميوم "، وغالبًا ما تصف الألعاب التي تستخدمه نفسها بمصطلح " اللعب المجاني ".
- تعني اللعبة المجانيّة (F2P) عدم وجود تكلفة لشراء البرنامج وعدم وجود رسوم اشتراك. ينطبق بشكل متغير على الألعاب المشتراة تقليديًا والمتاحة للأبد (راجع الشراء للتشغيل أدناه). معظم الألعاب الأحدث التي تندرج تحت هذه الفئة تتضمن الآن المعاملات الدقيقة، مما يجعلها تتداخل مع نموذج فريميوم.
- فريميوم: غالبية أو كل محتوى اللعبة هي متاحة مجانا ولكن اللاعبين يمكن أن تدفع عن المحتوى الإضافي، والتخصيص حرف، والامتيازات المضافة أو تقدم أسرع في المباراة عن طريق ميكروترانساكتيونس. وهكذا يتداخل فريميوم مع كل من نماذج اللعب المجاني ونماذج الدفع مقابل اللعب.
- الشراء من أجل اللعب (B2P) يعني أنه لا يمكن لعب اللعبة إلا عن طريق شراء اللعبة، ولكن لا توجد رسوم اشتراك لاحقة للعب اللعبة. قد تتضمن هذه الألعاب أو لا تتضمن معاملات دقيقة إضافية، أو قد تبيع محتوى إضافيًا في شكل توسعات بدلاً من طلب رسوم اشتراك مستمرة.
- الدفع مقابل اللعب (P2P) يعني أن اللعبة تتطلب رسوم اشتراك شهرية أو رسوم أخرى مستمرة من أجل الاستمرار في لعب اللعبة. قد يتطلب أيضًا شراء اللعبة مقدمًا بالإضافة إلى رسوم الاشتراك الشهرية، على الرغم من أن العديد من عمليات الشراء المسبقة هذه تتضمن شهرًا من وقت اللعب. كانت هذه الطريقة الأكثر شيوعًا بالنسبة إلى اللعبة لتمويل نفسها، لكنها تراجعت في السنوات الأخيرة حيث تحول عدد متزايد من الألعاب إلى نماذج أعمال أخرى بسبب صعوبة الاحتفاظ بقاعدة لاعب مستقرة.

## التاريخ
لعبة تقمص الأدوار كثيفة اللاعبين على الإنترنت هو مصطلح صاغه ريتشارد غاريوت للإشارة إلى ألعاب لعب الأدوار متعددة اللاعبين عبر الإنترنت ومجتمعاتهم الاجتماعية. قبل هذا والعملات ذات الصلة، كانت هذه الألعاب تُسمى عمومًا إم يو دي. يعود تاريخ ألعاب لعبة تقمص الأدوار كثيفة اللاعبين على الإنترنت مباشرة من خلال نوع إم يو دي. من خلال هذا الاتصال، يمكن رؤية أن ألعاب لعبة تقمص الأدوار كثيفة اللاعبين على الإنترنت لها جذور في أقدم الألعاب متعددة المستخدمين مثل مازيوار (1974) و مود1 (1978). 1985 شهد الإفراج عن روجلايك (شبه رسومي) مود تسمى جزيرة كيسماي على كومبيو سيرف، ولوكاس فيلم الصورة البيانية مود الموئل. كانت أول لعبة إنترنتيّة رسومية متعددة المستخدمين هي نيفروينتر نايتس، والتي تم تسليمها من خلال إيه أو إل في عام 1991 وحصل على دعم شخصي من قبل رئيس إيه أو إل ستيف كيس. تتضمن ألعاب تقمّص الأدوار الرسومية المبكرة الأخرى على الإنترنت ثلاثة على شبكة سييرا: ظل ييسربوس في عام 1992، ومصير التوأم في عام 1993، وأطلال كاودور في عام 1995. حدث معلم آخر في عام 1995 عندما تم رفع قيود شبكة المؤسسة الوطنية للعلوم، مما فتح الإنترنت لمطوري الألعاب، مما سمح لأول عناوين ذات نطاق «ضخم» حقًا. أخيرًا، بدأت ألعاب لعبة تقمص الأدوار كثيفة اللاعبين على الإنترنت كما تم تعريفها اليوم مع ميريديان 59 في عام 1996، وهي مبتكرة في نطاقها وفي تقديم رسومات ثلاثية الأبعاد من منظور الشخص الأول، مع ظهور ذا ريلم أونلاين في وقت واحد تقريبًا. غالبًا ما يُنسب الفضل إلى ألتيما أون لاين، الذي تم إصداره في عام 1997، في الترويج لهذا النوع لأول مرة، الرغم من أن المزيد من الاهتمام السائد حظي بعام 1999 إيفركويست وأشرون كال إن ذا ويست، ونيكسوس: مملكة الرياح في كوريا الجنوبية.
يضمن النجاح المالي لهذه العناوين المبكرة المنافسة في هذا النوع منذ ذلك الوقت. عناوين لعبة تقمص الأدوار كثيفة اللاعبين على الإنترنت موجودة الآن على وحدات التحكم والإعدادات الجديدة. اعتبارًا من عام 2008، سيطر سوق ألعاب لعبة تقمص الأدوار كثيفة اللاعبين على الإنترنت على شركة بليزارد إنترتينمنت وورلد أوف ووركرافت باعتبارها أكبر لعبة لعبة تقمص الأدوار كثيفة اللاعبين على الإنترنت، جنبًا إلى جنب مع عناوين أخرى مثل فاينل فانتسي 14 وجيلد وارز 2، على الرغم من وجود سوق إضافي لألعاب لعبة تقمص الأدوار كثيفة اللاعبين على الإنترنت المجانية.، والتي تكون مدعومة بالإعلان عن العناصر داخل اللعبة وشرائها. نموذج اللعب المجاني هذا شائع بشكل خاص في كوريا الجنوبية مثل مابل ستوري وروهان: بلود فلود وأتلانتيكا أونلاين. أيضًا، هناك بعض الألعاب المجانية، مثل رون سكيب وتيبيا، حيث تكون اللعبة مجانية، ولكن يتعين على المرء أن يدفع شهريًا للعب اللعبة بمزيد من الميزات. تتجنب جيلد وارز وتكملتها درجة معينة من المنافسة مع ألعاب لعبة تقمص الأدوار كثيفة اللاعبين على الإنترنت الأخرى من خلال طلب الشراء الأولي للعبة للعب.

## التطوير
غالبًا ما تجاوزت تكلفة تطوير لعبة لعبة تقمص الأدوار كثيفة اللاعبين على الإنترنت تجارية تنافسية 10 ملايين دولار في عام 2003. تتطلب هذه المشاريع تخصصات متعددة في تصميم اللعبة وتطويرها مثل النمذجة ثلاثية الأبعاد والفن ثنائي الأبعاد والرسوم المتحركة وواجهات المستخدم وهندسة العميل/الخادم وهندسة قواعد البيانات والبنية التحتية للشبكة. يتميز مكون الواجهة الأمامية (أو العميل) للعبة لعبة تقمص الأدوار كثيفة اللاعبين على الإنترنت التجارية الحديثة برسومات ثلاثية الأبعاد. كما هو الحال مع الألعاب ثلاثية الأبعاد الحديثة الأخرى، تتطلب الواجهة الأمامية خبرة في تنفيذ المحركات ثلاثية الأبعاد وتقنيات تظليل الوقت الفعلي والمحاكاة الفيزيائية. تم تطوير المحتوى المرئي الفعلي (المناطق والمخلوقات والشخصيات والأسلحة وسفن الفضاء وما إلى ذلك) من قبل فنانين يبدأون عادةً بفن مفهوم ثنائي الأبعاد، ثم يقومون لاحقًا بتحويل هذه المفاهيم إلى مشاهد متحركة ثلاثية الأبعاد ونماذج وخرائط نسيج.
يتطلب تطوير خادم مثل هذه الألعاب خبرة في هندسة العميل/الخادم وبروتوكولات الشبكة والأمان وتصميم قواعد البيانات. تتضمن ألعاب لعبة تقمص الأدوار كثيفة اللاعبين على الإنترنت أنظمة موثوقة لعدد من المهام الحيوية. يجب أن يكون الخادم قادرًا على التعامل مع عدد كبير من الاتصالات والتحقق منه، ومنع الغش، وتطبيق التغييرات (إصلاحات الأخطاء أو المحتوى المضاف) على اللعبة. من المهم أيضًا وجود نظام لتسجيل بيانات الألعاب على فترات منتظمة، دون إيقاف اللعبة.
تتطلب الصيانة عددًا كافيًا من الخوادم وعرض النطاق الترددي وموظفي دعم متخصصين. تؤدي الموارد غير الكافية للصيانة إلى تأخر اللاعبين وإحباطهم، ويمكن أن تلحق أضرارًا بالغة بسمعة اللعبة، خاصة عند الإطلاق. يجب أيضًا توخي الحذر لضمان بقاء عدد اللاعبين عند مستوى مقبول عن طريق إضافة الخوادم أو إزالتها. يمكن أن تعمل ألعاب لعبة تقمص الأدوار كثيفة اللاعبين على الإنترنت من نظير إلى نظير نظريًا بتكلفة رخيصة وفعالة في تنظيم حمل الخادم، ولكن هناك مشكلات عملية مثل عرض النطاق الترددي للشبكة غير المتماثل، ومحركات العرض المتعطشة لوحدة المعالجة المركزية، وعدم موثوقية العقد الفردية، والافتقار المتأصل إلى الأمان (فتح أسباب جديدة خصبة للغش) يمكن أن تجعلهم اقتراحًا صعبًا. تتطلب البنية التحتية المستضافة لـ لعبة تقمص الأدوار كثيفة اللاعبين على الإنترنت ذات المستوى التجاري نشر مئات (أو حتى الآلاف) من الخوادم. يتطلب تطوير بنية أساسية ميسورة التكلفة للعبة عبر الإنترنت من المطورين توسيع نطاق أعداد كبيرة من اللاعبين باستثمارات أقل في الأجهزة والشبكات. بالإضافة إلى ذلك، سيحتاج فريق التطوير إلى خبرة في أساسيات تصميم اللعبة: بناء العالم، والمعرفة، وميكانيكا الألعاب، بالإضافة إلى ما يجعل الألعاب ممتعة.

### التطوير غير المؤسسي

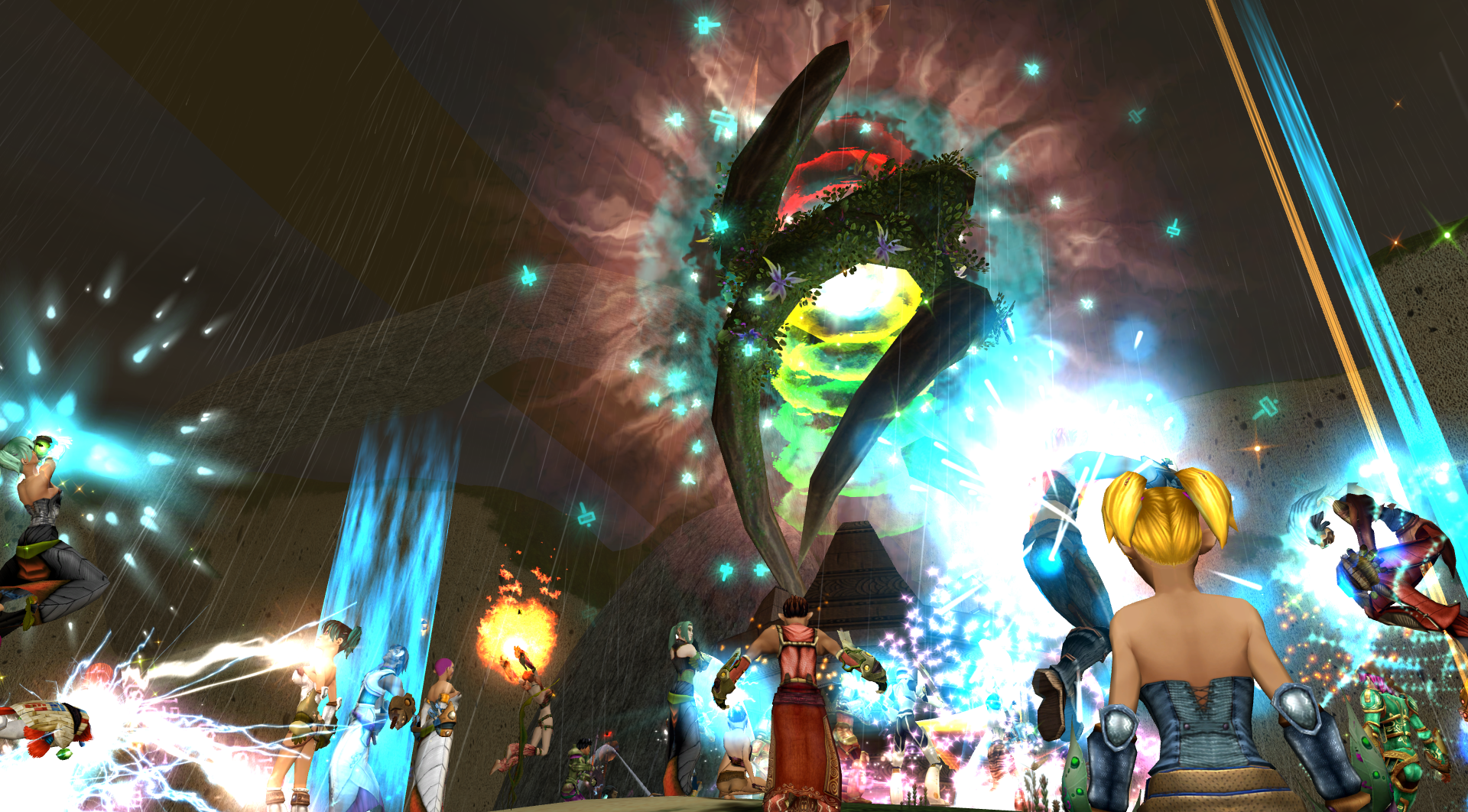
لقطة شاشة لحدث في لعبة تقمص الأدوار كثيفة اللاعبين على الإنترنت رايزوم، وهي لعبة مفتوحة المصدر وذات محتوى حرّ (2014).

على الرغم من أن الغالبية العظمى من ألعاب لعبة تقمص الأدوار كثيفة اللاعبين على الإنترنت تنتجها الشركات، إلا أن العديد من الفرق الصغيرة من المبرمجين والفنانين قد ساهموا في هذا النوع. كما هو موضح أعلاه، يتطلب متوسط مشروع تطوير لعبة تقمص الأدوار كثيفة اللاعبين على الإنترنت استثمارات هائلة من الوقت والمال، ويمكن أن يكون تشغيل اللعبة التزامًا طويل الأجل. ونتيجة لذلك، غير الشركات (أو مستقلة") من ومنتديات هي أقل شيوعا بالمقارنة مع الأنواع الأخرى. لا يزال، يوجد العديد من ألعاب لعبة تقمص الأدوار كثيفة اللاعبين على الإنترنت المستقلة، والتي تمثل مجموعة واسعة من الأنواع وأنواع اللعب وأنظمة الإيرادات. بعض مشاريع لعبة تقمص الأدوار كثيفة اللاعبين على الإنترنت المستقلة مفتوحة المصدر تمامًا، بينما يتميز البعض الآخر بمحتوى خاص تم إنشاؤه باستخدام محرك ألعاب مفتوح المصدر. كان مشروع وورلد فورج نشطًا منذ عام 1998 وشكل مجتمعًا من المطورين المستقلين الذين يعملون على إنشاء إطار لعدد من ألعاب لعبة تقمص الأدوار كثيفة اللاعبين على الإنترنت مفتوحة المصدر. قامت مؤسسة مالتيفيرس أيضًا بإنشاء منصة خاصة لمطوري مثل هذا النوع من الألعاب المستقلين.

## الاتجاهات
نظرًا لوجود عدد من العناوين المختلفة بشكل كبير داخل هذا النوع، وبما أن النوع يتطور بسرعة كبيرة، فمن الصعب تحديد أن النوع يسير في اتجاه أو آخر. مع ذلك، هناك بعض التطورات الواضحة. أحد هذه التطورات هو مهمة ما يُعرف بمجموعة الغارة، وهي مغامرة مصممة لمجموعات كبيرة من اللاعبين (غالبًا ما يكون عشرين أو أكثر).

### مفهوم الأبراج المحصنة
الأبراج المحصنة، التي يتم اختصارها أحيانًا إلى «حالات»، هي مناطق ألعاب «يتم نسخها» للاعبين الفرديين أو المجموعات، مما يبقي هؤلاء الموجودين في المثيل منفصلين عن بقية عالم اللعبة. هذا يقلل من المنافسة، ويقلل أيضًا من كمية البيانات التي يجب إرسالها من وإلى الخادم، مما يقلل التأخير. كانت ريلمي أونلاين هي أول لعبة لعبة تقمص الأدوار كثيفة اللاعبين على الإنترنت تبدأ في استخدام شكل بدائي من هذه التقنية وستقوم أناركي أونلاين بتطويرها بشكل أكبر، باستخدام الأمثلة كعنصر أساسي في طريقة اللعب. منذ ذلك الحين، أصبح التثبيت شائعًا بشكل متزايد. غالبًا ما تشمل «المداهمات»، كما ذكرنا سابقًا، أمثلة على الأبراج المحصنة. من الأمثلة على الألعاب التي تحتوي على مثيلات وورلد أوف ووركرافت وذا لورد أوف رينج أونلاين وإيفركويست وفاينل فانتسي XIV وجيلد وارز وريفت ورون سكيب وألعاب أخرى قليلة. الكميات المتزايدة من «المحتوى الذي ينشئه اللاعب» هو اتجاه آخر.

### استخدام التراخيص
كما ظهر استخدام ترخيص الملكية الفكرية الشائع في أنواع ألعاب الفيديو الأخرى في ألعاب لعبة تقمص الأدوار كثيفة اللاعبين على الإنترنت. شهد عام 2007 إطلاق فيلم سيد الخواتم (بالإنجليزية: The Lord of the Rings)‏ على الإنترنت، استنادًا إلى الأرض الوسطى لجون رونالد تولكين. تتضمن ألعاب لعبة تقمص الأدوار كثيفة اللاعبين على الإنترنت المرخصة الأخرى ذا ماتريكس أونلاين، استنادًا إلى ثلاثية أفلام ماتريكس، ووارهامر أونلي، استنادًا إلى لعبة طاولة جيمز ووركشوب، وستار وارز جالاكسي، وستار وارز أولد ريببليك. بالإضافة إلى ذلك، تم اختيار العديد من التراخيص من التلفزيون لـ لعبة تقمص الأدوار كثيفة اللاعبين على الإنترنت، على سبيل المثال ستار تريك أونلاين وستارغيت ورلدز (التي تم إلغاؤها لاحقًا).

### الألعاب القائمة على وحدة التحكم
أول لعبة لعبة تقمص الأدوار كثيفة اللاعبين على الإنترنت تعتمد على وحدة التحكم كانت فانتاسي ستار أونلاين لسيجا دريم كاست. كانت أول لعبة لعبة تقمص الأدوار كثيفة اللاعبين على الإنترنت في العالم المفتوح قائمة على وحدة التحكم هي فاينل فانتازي XI لجهاز بلاي ستيشن 2. إيفر كويست أيضًا على بلاي ستيشن 2، كانت أول وحدة تحكم لعبة تقمص الأدوار كثيفة اللاعبين على الإنترنت في أمريكا الشمالية. على الرغم من أن إنتاج ألعاب لعبة تقمص الأدوار كثيفة اللاعبين على الإنترنت القائمة على وحدة التحكم تعتبر أكثر صعوبة، فقد اكتسب النظام الأساسي مزيدًا من الاهتمام.

### الألعاب القائمة اللاعبين على المتصفح
مع انتشار فيسبوك، ظهرت موجة جديدة من ألعاب لعبة تقمص الأدوار كثيفة اللاعبين على الإنترنت القائمة على فلاش والتي تستخدم نموذج اللعب المجاني. لا تتطلب أي تنزيل خارج المتصفح وعادة ما تحتوي على ميزات مشاركة وسائط اجتماعية متكاملة بشكل كبير.

### الألعاب القائمة على الهواتف الذكية
تعمل الهواتف الذكية المزودة بإمكانيات نظام تحديد المواقع العالمي (من بين أشياء أخرى) على تمكين الواقع المعزز في ألعاب مثل إنجرس وبوكيمون غو. يتم تحسين الألعاب من خلال التتبع القائم على الموقع والمسافة أو أهداف قياس مقاعد البدلاء أو تسهيل التجارة بين اللاعبين.

## في المجتمع والثقافة

### الآثار النفسية
نظرًا لأن التفاعلات بين لاعبي لعبة تقمص الأدوار كثيفة اللاعبين على الإنترنت حقيقية، حتى لو كانت البيئات افتراضية، يمكن لعلماء النفس وعلماء الاجتماع استخدام ألعاب لعبة تقمص الأدوار كثيفة اللاعبين على الإنترنت كأدوات للبحث الأكاديمي. وجدت شيري توركل أن العديد من الأشخاص قد وسعوا نطاقهم العاطفي من خلال استكشاف العديد من الأدوار المختلفة (بما في ذلك الهويات الجنسية) التي تسمح ألعاب لعبة تقمص الأدوار كثيفة اللاعبين على الإنترنت لأي شخص باستكشافها.
قام نيك يي باستطلاع آراء أكثر من 35000 من لاعبي لعبة تقمص الأدوار كثيفة اللاعبين على الإنترنت على مدار السنوات العديدة الماضية، مع التركيز على الجوانب النفسية والاجتماعية لهذه الألعاب. تضمنت النتائج الأخيرة أن 15٪ من اللاعبين يصبحون قادة نقابة في وقت أو آخر، ولكن معظمهم يجدون الوظيفة صعبة وغير مرغوب فيها، وأن اللاعبين يقضون قدرًا كبيرًا من الوقت (غالبًا ثلث إجمالي وقت استثمارهم) في القيام بأشياء خارج اللعبة ولكنها جزء من ميتا جايم. أفاد العديد من اللاعبين أن المشاعر التي يشعرون بها أثناء لعب لعبة لعبة تقمص الأدوار كثيفة اللاعبين على الإنترنت قوية جدًا، لدرجة أن 8.7٪ من الذكور و23.2٪ من الإناث في دراسة إحصائية قد أقاموا حفل زفاف عبر الإنترنت. وجد باحثون آخرون أن الاستمتاع باللعبة يرتبط ارتباطًا مباشرًا بالتنظيم الاجتماعي للعبة، بدءًا من اللقاءات القصيرة بين اللاعبين إلى اللعب المنظم للغاية في مجموعات منظمة.
في دراسة أجراها ظهير حسين ومارك دي غريفيث، وجد أن أكثر من واحد من كل خمسة لاعبين (21٪) قالوا إنهم يفضلون التواصل الاجتماعي عبر الإنترنت على الإنترنت. قال عدد أكبر بكثير من اللاعبين الذكور مقارنة بالإناث إنهم وجدوا أنه من الأسهل التحدث عبر الإنترنت أكثر من غيره. ووجد أيضًا أن 57٪ من اللاعبين قد ابتكروا شخصية من الجنس الآخر، ويُقترح أن تكون الشخصية الأنثوية عبر الإنترنت لديها عدد من السمات الاجتماعية الإيجابية. تشير دراسة إف إم آر تي الألمانية التي أجراها باحثون من المعهد المركزي للصحة العقلية إلى ضعف في الجوانب الاجتماعية والعاطفية والجسدية لمفهوم الذات ودرجة أعلى في تحديد الصورة الرمزية في لاعبي لعبة تقمص الأدوار كثيفة اللاعبين على الإنترنت المدمنين، مقارنةً بغير المدمنين والساذجين (غير ذوي الخبرة). تدعم هذه النتائج عمومًا نموذج ديفيس السلوكي المعرفي لإدمان الإنترنت، والذي يفترض أن الإدراك الذاتي المختل وظيفيًا يمثل عوامل مركزية تساهم في تطوير وصيانة إدمان لعبة تقمص الأدوار كثيفة اللاعبين على الإنترنت. الدرجة العالية من التعرف على الصورة الرمزية التي وجدها ليمانجير. في المجموعة المدمنة من هذه الدراسة تشير إلى أن لعب لعبة تقمص الأدوار كثيفة اللاعبين على الإنترنت قد يمثل محاولة للتعويض عن ضعف في مفهوم الذات. لذلك يجب أن تركز تدخلات العلاج النفسي على تطوير استراتيجيات المواجهة لمواقف الحياة الواقعية التي يميل فيها اللاعبون المدمنون إلى تجربة أنفسهم على أنهم غير أكفاء وأقل شأناً.
صنف ريتشارد بارتل، مؤلف كتاب «تصميم عوالم افتراضيّة» لاعبي آر بي جي المتعددين في أربع مجموعات نفسية أساسية. تم بعد ذلك توسيع تصنيفاته بواسطة إروين أندرسون، الذي طور المفهوم إلى اختبار بارتل المكون من ثلاثين سؤالًا والذي يساعد اللاعبين على تحديد الفئة التي يرتبطون بها. مع أكثر من 650 ألف استجابة اختبار اعتبارًا من عام 2011، ربما يكون هذا هو أكبر استطلاع مستمر للاعبي الألعاب متعددة اللاعبين. استنادًا إلى بحث بارتل ويي، نشر جون رادوف نموذجًا محدثًا لتحفيز اللاعب يركز على الانغماس والمنافسة والتعاون والإنجاز. يمكن العثور على هذه العناصر ليس فقط في ألعاب لعبة تقمص الأدوار كثيفة اللاعبين على الإنترنت، ولكن في العديد من أنواع الألعاب الأخرى وفي مجال الألعاب الناشئ.
كانت هناك العديد من المناقشات والتقييمات من قبل مختلف المؤسسات العلمية فيما يتعلق بالتأثيرات طويلة المدى للإفراط في استخدام ألعاب الفيديو. انتقدت العديد من وكالات الأنباء ألعاب الفيديو لأنها تروّج للميول العنيفة في قاعدة لاعبيها وتشجع على السلوكيات المعادية للمجتمع. في النهاية، سيصل هذا إلى ذروته في تصنيف منظمة الصحة العالمية للإفراط في استخدام ألعاب الفيديو على أنه «إدمان تكنولوجي» في مايو 2019.

### بحوث المرض
في وورلد أوف ووركرافت، جذب خلل مؤقت في التصميم انتباه علماء النفس وعلماء الأوبئة في جميع أنحاء أمريكا الشمالية، عندما بدأ مرض «الدم الفاسد» للوحش بالانتشار عن غير قصد - ولا يمكن السيطرة عليه - في عالم اللعبة الأوسع. تعتزم مراكز السيطرة على الأمراض استخدام الحادث كنموذج بحث لرسم كل من تطور المرض، والاستجابة البشرية المحتملة للعدوى الوبائية واسعة النطاق. ومع ذلك، نظرًا لفشل بليزارد إنترتينمنت في الاحتفاظ بسجلات إحصائية للحدث، فإن تفشي الدم التالف لعام 2005 سيفشل في النهاية في تحقيق أي نتائج. ومع ذلك، واصل مركز السيطرة على الأمراض (CDC) الإعراب عن اهتمامه باستخدام ألعاب لعبة تقمص الأدوار كثيفة اللاعبين على الإنترنت في أبحاث الأمراض.

### التعليم
اقترحت جامعة سبرينجر في ألمانيا أن لعبة تقمص الأدوار كثيفة اللاعبين على الإنترنتs تشجع وتوفر فرصًا للدراسة والتحسين في النظرية الاقتصادية من خلال توفير بيئة محكومة للتطور الطبيعي للممارسات الاقتصادية بين اللاعبين بما في ذلك المهن والتجارة والخدمات.

### التطبيقات العلاجية
نشر قسم التوحد وإعاقات النمو تقريرًا مهمًا يوضح بالتفصيل قيمة ألعاب لعبة تقمص الأدوار كثيفة اللاعبين على الإنترنت في علاج الأفراد المصابين باضطراب طيف التوحد. يشير التقرير إلى أن الأفراد الذين يعانون من اضطراب طيف التوحد يمكن أن يستفيدوا من ألعاب لعبة تقمص الأدوار كثيفة اللاعبين على الإنترنت من خلال توفير مساحة لتطوير المهارات الاجتماعية ومهارات الاتصال بحرية دون ضغوط الاتصال وجهًا لوجه. وهذا بدوره يفتح مسارات جديدة للعلاج الاجتماعي للأفراد الذين يعانون من إعاقات في النمو.

### اقتصاديات
تتميز العديد من ألعاب لعبة تقمص الأدوار كثيفة اللاعبين على الإنترنت باقتصاديات حية. يجب اكتساب العناصر والعملات الافتراضية من خلال اللعب ولها قيمة محددة للاعبين. يمكن تحليل مثل هذا الاقتصاد الافتراضي (باستخدام البيانات المسجلة بواسطة اللعبة)، وله قيمة في البحث الاقتصادي. والأهم من ذلك، أن هذه الاقتصادات «الافتراضية» يمكن أن تؤثر على اقتصاديات العالم الحقيقي. كان إدوارد كاسترونوفا من أوائل الباحثين في ألعاب لعبة تقمص الأدوار كثيفة اللاعبين على الإنترنت، حيث أظهر أن سوق العرض والطلب موجود للعناصر الافتراضية وأنه يتقاطع مع العالم الحقيقي. هذا التقاطع له بعض متطلبات اللعبة:
- قدرة اللاعبين على بيع عنصر لبعضهم البعض بعملة داخل اللعبة (افتراضية).
- مقايضة العناصر بين اللاعبين بعناصر ذات قيمة مماثلة.
- شراء عناصر داخل اللعبة بعملة حقيقية.
- تبادل العملات في العالم الحقيقي للعملات الافتراضية.
- اختراع العملات الوصفية التي أنشأها المستخدم مثل دراغون كيل بوينتس لتوزيع المكافآت داخل اللعبة.[52]

كان لفكرة إرفاق قيمة حقيقية بالعناصر «الافتراضية» تأثير عميق على اللاعبين وصناعة الألعاب، وحتى على الملاعب. تلقى رائد بيع العملات الافتراضية آي جي إيه دعوى قضائية من أحد لاعبي وورلد أوف ووركرافت للتدخل في الاقتصاد والاستخدام المقصود للعبة عن طريق بيع عملات ذهبيّة. وجدت دراسة كاسترانوفا الأولى في عام 2002 وجود سوق عملات عالية السيولة (إذا كانت غير قانونية)، حيث تتجاوز قيمة عملة إيفركويست داخل اللعبة قيمة الين الياباني. حتى أن بعض الناس يكسبون عيشهم من خلال العمل في هذه الاقتصادات الافتراضية ؛ غالبًا ما يشار إلى هؤلاء الأشخاص بمزارعي الذهب، ويمكن توظيفهم في المصانع المستغلة للعمال.
عادةً ما يحظر ناشرو الألعاب تبادل أموال العالم الحقيقي مقابل سلع افتراضية، لكن الآخرين يروجون بنشاط لفكرة ربط (والاستفادة مباشرة من) التبادل. في سكند لايف وإنتروبيا يونيفرس، يرتبط الاقتصاد الافتراضي بالاقتصاد الواقعي ارتباطًا مباشرًا. هذا يعني أنه يمكن إيداع أموال حقيقية مقابل أموال اللعبة والعكس صحيح. تم أيضًا بيع عناصر من العالم الحقيقي مقابل أموال اللعبة في إنتروبيا، وقد حقق بعض اللاعبين في سكند لايف إيرادات تزيد عن 100000 دولار.
- استخدام «الروبوتات» أو البرامج الآلية التي تساعد بعض اللاعبين في تجميع ثروة داخل اللعبة على حساب لاعبين آخرين.[58]
- استخدام مواقع المزادات غير المصرح بها، مما دفع الناشرين إلى السعي للحصول على تعويضات قانونية لمنع استخدامها بناءً على مطالبات الملكية الفكرية.[59]
- ظهور الجريمة الافتراضية، والتي يمكن أن تتخذ شكل الاحتيال ضد اللاعب أو ناشر لعبة على الإنترنت، وحتى أعمال العنف الواقعية الناجمة عن المعاملات داخل اللعبة.[60]

كان ربط الاقتصادات الواقعية والافتراضية أمرًا نادرًا في ألعاب لعبة تقمص الأدوار كثيفة اللاعبين على الإنترنت اعتبارًا من عام 2008، حيث يُعتقد عمومًا أنها ضارة باللعب. إذا كان من الممكن استخدام ثروة العالم الحقيقي للحصول على مكافآت فورية أكبر من اللعب الماهر، فإن الحافز للعب الأدوار الاستراتيجي والمشاركة الحقيقية في اللعبة يتضاءل. يمكن أن يؤدي أيضًا بسهولة إلى تسلسل هرمي منحرف حيث يكتسب اللاعبون الأكثر ثراء عناصر أفضل، مما يسمح لهم بمواجهة خصوم أقوى والارتقاء بمستوى أسرع من اللاعبين الأقل ثراءً ولكن الأكثر التزامًا.